# 주 (성씨)
주(朱, 周)씨는 중국 및 한국의 성씨이다.

## 붉을 주 朱

### 중국
주(朱, 병음 : Zhu, Chu)씨는 중국 성씨 인구 14위이고 백가성(百家姓) 17위이다. 주(朱)씨의 기원은 염제신농씨 계통과 희성 계통으로 나뉜다.
- 강성(姜姓)계 주씨(朱氏)는 고대 삼황의 염제신농씨에서 나왔다. 염제의 자손들이 별호인 염제주양씨(炎帝朱襄氏)의 주(朱)자를 따서 주씨가 되었다고 한다. 염제신농씨 계통은 5000여년의 기원을 가지고 있다. 명나라의 황제 홍무제(주원장)의 손자인 건문제 주윤문은 염제주양씨릉에 참배하였다고 한다.

- 희성계 주씨는 고대 오제 중의 한사람인 순임금이 희안안을 조나라에 분봉하여 조(曹)씨가 되었으며, 조협(曹俠)이 주나라 무왕(武王)에 의해 주(邾)에 분봉된 이래 주나라(邾)를 다스렸다. 이후 전국시대에 이르러 국운이 쇠하여 나라가 초나라에 합방되자 종실(宗室)들이 나뉘며 서로를 분별하기 위해 도읍에서 한자의 우부방을 버리고 성을 주씨(朱氏)로 하였다고 한다.

명인으로는 우순(虞舜)의 신하였던 주호(朱虎)가 있으며, 주호의 후손으로는 서주시대 인물인 주장(朱張), 전국시대 제나라 사람인 주모(朱毛), 위나라 대력사인 주해(朱亥), 서한 주읍후인 주진(朱进), 명나라의 황제 주원장 등이 있다.

### 한국
주(朱)씨는 2015년 대한민국 통계청 인구 조사에서 194,766명으로 조사되어, 한국의 성씨 인구 39위이다. 본관은 문헌에 신안(新安), 나주(羅州), 능성(陵城), 웅천(熊川), 공주(公州), 전주(全州) 등이 전하며, 세종실록지리지에는 전라도 나주(羅州), 압해(押海), 능성현 등의 토성(土姓)으로 기록되어 있다.
나주 주씨(羅州 朱氏)의 시조 주중소(朱仲紹)는 999년(고려 목종 2년) 이부시랑(吏部侍郞), 봉명(奉命)을 역임하였다. 주중소의 아들인 주덕명(朱德明, ? ~ 1031년)이 1018년(고려 현종 9년) 공부상서(工部尙書)가 되었고, 1021년(현종 12년) 상서좌복야(尙書左僕射)에 올랐다. 주덕명의 증손 주현진(朱玄進)이 압해(押海: 전라남도 신안군 압해읍)로 분봉되어 압해 주씨(押海 朱氏)로 분파되었다.
《고려사》에 따르면 능성 주씨(綾城 朱氏)는 전라도 능성현(綾城縣 : 전라남도 화순군)의 현리(縣吏) 주경여(朱慶餘)가 1219년(고려 고종(高宗) 6년) 은사과(恩賜科)에 급제했다. 주경여의 아들 주열(朱悅)이 1241년(고려 고종 28년) 과거에 급제한 후 충렬왕 때 지도첨의부사(知都僉議府事)로 치사하였다. 주열의 아들 주인원은 고려 충렬왕 때 과거에 급제한 후 삼사좌윤(三司左尹)을 역임하였다. 능성 주씨는 조선시대 문과 급제자 3명을 배출하였다.
고려와 조선시대 능성 주씨, 웅천 주씨, 전주 주씨 등 45본 이상의 본관이 각자 세계를 이어오다가 1902년(대한제국 광무 6년) 능성 주씨와 그 분적종들의 합의를 보아 의정부찬정(議政府贊政) 주석면(朱錫冕)이 대표로 상소하여 고종(高宗)의 윤허를 받아 송나라 유학자 주희(朱熹, 1130년 ~ 1200년)를 시조로 하고 본관을 신안(新安)으로 통일하였다. 20세기 편찬된 신안 주씨 족보에 따르면, 남송 한림원태학사(翰林院太學士) 청계공(淸溪公) 주잠(朱潛)이 1224년(고종 11년) 고려로 망명하여 전라도 능성현에 정착하였다고 한다. 사위는 능성 구씨 구존유이며, 아들은 주여경이라고 한다.

## 두루 주 周
주(周, 병음 : Zhou)씨는 주공단 후손으로 주(周)나라 희성이라고 하지만, 주나라 무렵에는 없었고 실제로는 한나라 무렵에 등장하였다. 다른 계통으로는 당나라 현종 이융기(李隆基)의 후손들이 주(周)씨로 바뀌었다고 한다. 북위 효문제 원씨에서 개성한 주씨가 있다고 한다. 그리고 호족 성씨로 북주조 하노(賀魯), 북위조 진노(晉乃) 가문이 주(周)씨로 변경하였다.
주(周, Zhou) 성은 중국 국가 통계국의 2010년 제6차 전국인구조사(第六次全國人口普查)에서 약 2,540만 명으로 조사되었다. 중국 성씨 인구 순위 9위이며, 중국 인구의 2.12%를 차지한다. 특히 양쯔 강 유역에 많다.

### 한국
주(周)씨는 2015년 대한민국 통계청 인구조사에서 37,240명으로 조사되었다. 본관은 상주(尙州)·초계(草溪)·철원(鐵原)·함안(咸安)·장흥(長興)·삼계(森溪)·안의(安義) 등이 있다.
- 상주 주씨(尙州 周氏)의 시조 주이(周頤)는 당(唐)나라 사람으로 786년에 신라에 왔다가 상주에 정착하였고 한다. 2015년 인구는 22,909명이다.

- 초계 주씨(草溪 周氏)의 시조 주황(周璜)은 907년(신라 효공왕 11년) 오계의 난(五季之亂)을 피하여 신라에 들어와 초계(현재의 경상남도 합천군 초계면)에 정착하였다고 한다. 후손 흥인(興寅)이 신라 말기에 아한(阿干) 벼슬에 올랐다. 2015년 인구는 8,713명이다. 초계 주씨 측에서는 상주·함안·장흥·삼계·풍기(豊基)의 6파로 갈리게 되었다고 하나 이들 종친들의 주장은 다르다.

주(周)씨는 조선시대에 11명의 문과 급제자를 배출했다. 주세붕은 1522년(조선 중종 17년) 문과에 급제하여 명종 때 호조참판을 거쳐 중추부동지사에 이르렀으며, 백운동서원을 세워 서원의 시초를 이뤘다.
주시경(周時經) 선생은 한글을 개량하고 보급하여 현대 한국어 체계를 정립하였다.
현대 인물로는 제22대 국방부 장관, 제42대 내무부 장관을 지낸 주영복(周永福), 산업통상자원부 장관을 지낸 주형환이 있다.

## 같이 보기
- 朱姓
- 周姓